# 한보선
한보선( 본래 1993년 1월 8일 닭띠 음력 1992년 12월 16일 원숭이
띠 ~ )은 대한민국의 아나운서다.

## 학력
- 이화여자대학교 사범대학 사회교육학과, 국어교육학과 학사
- 수원외국어고등학교 영어학과 2009년 3월 전학 입학 ~2012년 2월 졸업
- 고등학교 2008년 3월 입학 ~ 2009년 2월 전학
- 중학교 2005년 3월 입학 ~ 2008년 2월 졸업
- 초등학교 1999년 3월 입학 ~ 2005년 2월 졸업

## 경력
- 2021년 연합뉴스TV 아나운서
- 2020년 KBS대전방송총국 기자
- 2019년 여수MBC 아나운서
- 2018년 사내방송 아나운서
- 2017년 현대HCN 서초방송 아나운서
- 2017년 충청남도청 아나운서
- 2016년 한보선 신문 기자

## 현재 진행 프로그램
- 2024년 연합뉴스TV 뉴스1번지

## 과거 진행 프로그램
- 2022년 연합뉴스TV 라이브 투데이
- 2024년 연합뉴스tv 뉴스프라임
- 2021년 연합뉴스TV 뉴스리뷰
- 2021년 연합뉴스TV 뉴스워치
- 2021년 연합뉴스TV 6면시선 뉴스큐브
- 2020년 KBS 뉴스광장 대전·세종·충남
- 2020년 KBS 뉴스 9 대전·세종·충남
- 2019년 여수MBC 오매 전라도
- 2019년 여수MBC 어바웃 우리동네
- 2019년 여수MBC 생방송 전국시대
- 2019년 여수MBC MBC 뉴스데스크 전남동부권
- 2019년 여수MBC 신나는 오후 양성화 한보선입니다